# Костаревское сельское поселение
Костаревское се́льское поселе́ние — муниципальное образование в составе Камышинского района Волгоградской области.
Административный центр — село Костарево.

## История
Костаревское сельское поселение образовано 5 марта 2005 года в соответствии с Законом Волгоградской области № 1022-ОД.

## Население
| 2010 | 2012  | 2013 | 2014 | 2015 | 2016 | 2017 |
| ---- | ----- | ---- | ---- | ---- | ---- | ---- |
| 1011 | ↘1000 | ↘992 | ↘968 | ↘967 | ↗968 | ↘960 |
| 2018 | 2019  | 2020 | 2021 |      |      |      |
| ↗970 | ↘962  | ↘921 | ↗931 |      |      |      |

## Состав сельского поселения
| № | Населённый пункт | Тип населённого пункта       | Население |
| - | ---------------- | ---------------------------- | --------- |
| 1 | Костарево        | село, административный центр | ↗931      |